# Sport Réunis de Delémont 2002-2003
Questa voce raccoglie le informazioni riguardanti il Sport Réunis de Delémont nelle competizioni ufficiali della stagione 2002-2003.

## Stagione
Nella stagione 2002-2003 il Delemont, allenato da Michel Renquin, concluse il campionato di Lega Nazionale A al 11º posto. Il Delemont concluse il torneo di promozione/relegazione al 6º posto e fu retrocesso in Challenge League.

## Rosa
| N. |                     | Ruolo | Calciatore        |
| -- | ------------------- | ----- | ----------------- |
| 5  | Albania (bandiera)  | D     | Lulzim Hushi      |
| 15 | Ghana (bandiera)    | C     | Benson Owusu      |
|    | Italia (bandiera)   | P     | David Inguscio    |
|    | Svizzera (bandiera) | P     | Alain Portmann    |
|    | Svizzera (bandiera) | D     | Christophe Andrey |
|    | Senegal (bandiera)  | D     | Saidou Kebe       |
|    | Svizzera (bandiera) | D     | Frédéric Klötzli  |
|    | Svizzera (bandiera) | D     | Kader Mekhraf     |
|    | Togo (bandiera)     | D     | Abdou Moumouni    |
|    | Svizzera (bandiera) | D     | Daniel Parra      |
|    | Svizzera (bandiera) | D     | Ivan Reimann      |
|    | Svizzera (bandiera) | D     | Atilla Sahin      |

| N. |                           | Ruolo | Calciatore         |
| -- | ------------------------- | ----- | ------------------ |
|    | Svizzera (bandiera)       | D     | Alain Vernier      |
|    | Vietnam (bandiera)        | C     | Hoang-Doc Bui      |
|    | Spagna (bandiera)         | C     | David Casasnovas   |
|    | Svizzera (bandiera)       | C     | Emanuele Di Zenzo  |
|    | Angola (bandiera)         | C     | Luis M'Fumu        |
|    | Italia (bandiera)         | C     | Giuseppe Nocita    |
|    | Zimbabwe (bandiera)       | C     | Harlington Shereni |
|    | Svizzera (bandiera)       | A     | Ivano Biancavilla  |
|    | Costa d'Avorio (bandiera) | A     | Aimé Koudou        |
|    | Camerun (bandiera)        | A     | Samuel Ojong       |
|    | Argentina (bandiera)      | A     | Claudio Rojas      |
|    | Kosovo (bandiera)         | A     | Zenun Selimi       |

## Organigramma societario
Area tecnica
- Allenatore: Michel Renquin
- Allenatore in seconda:
- Preparatore dei portieri:
- Preparatori atletici:

## Calciomercato

### Sessione estiva
| Acquisti | Acquisti | Acquisti | Acquisti |
| R.       | Nome     | da       | Modalità |
| -------- | -------- | -------- | -------- |

| Cessioni | Cessioni | Cessioni | Cessioni |
| R.       | Nome     | a        | Modalità |
| -------- | -------- | -------- | -------- |

### Sessione invernale
| Acquisti | Acquisti | Acquisti | Acquisti |
| R.       | Nome     | da       | Modalità |
| -------- | -------- | -------- | -------- |

| Cessioni | Cessioni | Cessioni | Cessioni |
| R.       | Nome     | a        | Modalità |
| -------- | -------- | -------- | -------- |

## Risultati

### Lega Nazionale A

#### Andata
| Arbitro: | Etter |

|                        |           |  |
| Ojong 30’ Di Zenzo 52’ | Marcatori |  |

| Arbitro: | Rutz |

|                                |           |  |
| Arrué 49’ (rig.) Koch 51’, 63’ | Marcatori |  |

| Arbitro: | Beck |

|  |           |            |
|  | Marcatori | 64’ Renfer |

| Arbitro: | Petignat |

|             |           |  |
| Giménez 80’ | Marcatori |  |

| Arbitro: | Rogalla |

|            |           |                        |
| Selimi 70’ | Marcatori | 56’ Fabinho 84’ Romano |

| Arbitro: | Bertolini |

|  |           |           |
|  | Marcatori | 83’ Ojong |

| Arbitro: | Circhetta |

|                       |           |             |
| Shereni 48’ Ojong 62’ | Marcatori | 10’ Chassot |

| Arbitro: | Wildhaber |

|                         |           |  |
| Häberli 36’ Berisha 45’ | Marcatori |  |

| Arbitro: | Etter |

|                        |           |                                         |
| Selimi 11’ (rig.), 16’ | Marcatori | 2’, 32’ Eduardo 55’ Barijho 88’ Cabanas |

| Arbitro: | Salm |

|                                                                  |           |                       |
| Selimi 26’ (rig.) Ojong 31’, 63’, 90’ Vernier 83’ Casasnovas 90’ | Marcatori | 24’ Gane 64’ Barnetta |

| Arbitro: | Nobs |

|           |           |  |
| Keita 82’ | Marcatori |  |

#### Ritorno
| Arbitro: | Leuba |

|                                                     |           |  |
| Obradović 49’, 68’ (rig.) Kader 61’ Thurre 79’, 86’ | Marcatori |  |

| Arbitro: | Busacca |

|                                     |           |                    |
| Di Zenzo 88’ (rig.) Biancavilla 90’ | Marcatori | 65’ Muff 72’ Arrué |

| Arbitro: | Rutz |

|  |           |           |
|  | Marcatori | 30’ Ojong |

| Arbitro: | Etter |

|          |           |                   |
| Kebe 80’ | Marcatori | 35’ Tum 59’ Rossi |

| Arbitro: | Circhetta |

|                       |           |  |
| Bamba 50’ Fabinho 53’ | Marcatori |  |

| Arbitro: | Salm |

|                      |           |             |
| Selimi 45’ Ojong 47’ | Marcatori | 28’ Leandro |

| Arbitro: | Mostböck |

|                                     |           |  |
| Chassot 55’ Bieli 61’ Previtali 90’ | Marcatori |  |

| Arbitro: | Leuba |

|                           |           |                                          |
| Hushi 63’ Biancavilla 79’ | Marcatori | 19’, 66’ Berisha 59’ Tikva 82’ Petrosyan |

| Arbitro: | Rutz |

|                               |           |  |
| Barijho 6’, 86’ Tararache 41’ | Marcatori |  |

| Arbitro: | Nobs |

|                                     |           |  |
| Imhof 6’ Tachie-Mensah 66’ Senn 82’ | Marcatori |  |

| Arbitro: | Etter |

|                                |           |                       |
| Di Zenzo 25’ Selimi 88’ (rig.) | Marcatori | 29’ Akalé 34’ Bastida |

### Torneo di promozione/relegazione

#### andata
| 2 marzo 2003 1ª giornata |  | – turno di riposo |  |  |

| Arbitro: | Laperrière |

|            |           |            |
| Büchel 84’ | Marcatori | 70’ Andrey |

| Arbitro: | Bernold |

|                                      |           |                                 |
| Ojong 3’, 49’ (rig.) Biancavilla 31’ | Marcatori | 5’ Muff 9’ Giampietri 85’ Brand |

| Arbitro: | Kever |

|            |           |  |
| Carlos 42’ | Marcatori |  |

| Arbitro: | Etter |

|           |           |                         |
| Owusu 22’ | Marcatori | 59’ Bieli 79’ de Napoli |

| Arbitro: | Bertolini |

|                           |           |  |
| Tachie-Mensah 8’ Gane 54’ | Marcatori |  |

| Arbitro: | Wildhaber |

|  |           |           |
|  | Marcatori | 47’ Parra |

#### ritorno
| Arbitro: | Beck |

|                 |           |                    |
| Selimi 73’, 76’ | Marcatori | 3’ Gjuraj 44’ Neri |

| Arbitro: | Rogalla |

|                 |           |                                                      |
| Biancavilla 68’ | Marcatori | 37’ Barnetta 40’ Tachie-Mensah 45’ Santo 72’ Merenda |

| Arbitro: | Schoch |

|                        |           |  |
| Bieli 28’ Pogatetz 80’ | Marcatori |  |

| Arbitro: | Bernold |

|                          |           |              |
| Biancavilla 8’ Ojong 28’ | Marcatori | 12’ Isabella |

| Arbitro: | Beck |

|                                               |           |  |
| Muff 59’, 74’, 77’ Brand 83’ (rig.) Cenci 90’ | Marcatori |  |

| Arbitro: | Busacca |

|                     |           |               |
| Owusu 5’ Shereni 8’ | Marcatori | 77’ Polverino |

| 29 maggio 2003 14ª giornata |  | – turno di riposo |  |  |

## Statistiche

### Statistiche di squadra
| Competizione                     | Punti | In casa | In casa | In casa | In casa | In casa | In casa | In trasferta | In trasferta | In trasferta | In trasferta | In trasferta | In trasferta | Totale | Totale | Totale | Totale | Totale | Totale | DR  |
| Competizione                     | Punti | G       | V       | N       | P       | Gf      | Gs      | G            | V            | N            | P            | Gf           | Gs           | G      | V      | N      | P      | Gf     | Gs     | DR  |
| -------------------------------- | ----- | ------- | ------- | ------- | ------- | ------- | ------- | ------------ | ------------ | ------------ | ------------ | ------------ | ------------ | ------ | ------ | ------ | ------ | ------ | ------ | --- |
| Lega Nazionale A                 | 20    | 11      | 4       | 2       | 5       | 22      | 21      | 11           | 2            | 0            | 9            | 2            | 23           | 22     | 6      | 2      | 14     | 24     | 44     | -20 |
| Torneo di promozione/relegazione | -     | 6       | 2       | 2       | 2       | 11      | 13      | 6            | 1            | 1            | 4            | 2            | 11           | 12     | 3      | 3      | 6      | 13     | 24     | -11 |
| Totale                           | 20    | 17      | 6       | 4       | 7       | 33      | 34      | 17           | 3            | 1            | 13           | 4            | 34           | 34     | 9      | 5      | 20     | 37     | 68     | -31 |

### Andamento in campionato
| Giornata  | 1 | 2 | 3  | 4 | 5  | 6 | 7 | 8 | 9  | 10 | 11 | 12 | 13 | 14 | 15 | 16 | 17 | 18 | 19 | 20 | 21 | 22 |
| --------- | - | - | -- | - | -- | - | - | - | -- | -- | -- | -- | -- | -- | -- | -- | -- | -- | -- | -- | -- | -- |
| Luogo     | C | T | C  | T | C  | T | C | T | C  | C  | T  | T  | C  | T  | C  | T  | C  | T  | C  | T  | T  | C  |
| Risultato | V | P | P  | P | P  | V | V | P | P  | V  | P  | P  | N  | V  | P  | P  | V  | P  | P  | P  | P  | N  |
| Posizione | 3 | 8 | 10 | 9 | 10 | 8 | 8 | 9 | 11 | 8  | 9  | 11 | 11 | 10 | 10 | 10 | 10 | 10 | 10 | 11 | 11 | 11 |

Legenda:

Luogo: C = Casa; T = Trasferta. Risultato: V = Vittoria; N = Pareggio; P = Sconfitta.

### Statistiche dei giocatori
| C. Andrey      | 9  | 1 | 0 | 0 |
| I. Biancavilla | 21 | 2 | 2 | 0 |
| H. Bui         | 22 | 0 | 0 | 0 |
| D. Casasnovas  | 20 | 1 | 0 | 0 |
| E. Di Zenzo    | 20 | 3 | 6 | 0 |
| L. Hushi       | 12 | 1 | 1 | 0 |
| D. Inguscio    | 4  | 0 | 0 | 0 |
| J. Karlen      | 18 | 0 | 3 | 1 |
| S. Kebe        | 17 | 1 | 3 | 1 |
| F. Klötzli     | 8  | 0 | 2 | 0 |
| A. Koudou      | 0  | 0 | 0 | 0 |
| L. M'Fumu      | 8  | 0 | 0 | 0 |
| K. Mekhraf     | 1  | 0 | 1 | 0 |
| A. Moumouni    | 1  | 0 | 0 | 0 |
| G. Nocita      | 9  | 0 | 2 | 1 |
| S. Ojong       | 15 | 8 | 4 | 1 |
| B. Owusu       | 21 | 0 | 4 | 0 |
| D. Parra       | 13 | 0 | 1 | 0 |
| A. Portmann    | 18 | 0 | 1 | 0 |
| I. Reimann     | 3  | 0 | 0 | 1 |
| C. Rojas       | 10 | 0 | 0 | 0 |
| A. Sahin       | 11 | 0 | 1 | 0 |
| Z. Selimi      | 20 | 6 | 2 | 0 |
| H. Shereni     | 21 | 1 | 4 | 0 |
| A. Vernier     | 21 | 1 | 3 | 1 |